# David Weightman
David Weightman (født 28. september 1971 i Brisbane) er en australsk tidligere roer.
Weightman deltog sammen med Robert Scott i toer uden styrmand ved OL 1996 i Atlanta, hvor de vandt deres indledende heat og deres semifinale. I finalen blev de besejret med næsten et sekund af Steve Redgrave og Matthew Pinsent fra Storbritannien, mens franskmændene Michel Andrieux og Jean-Christophe Rolland tog bronzemedaljerne over et sekund efter australierne.

## OL-medaljer
- 1996:  Sølv i toer uden styrmand